# Djibril I
Djibril I (ou Djibrili) est une localité du Cameroun située dans la commune de Mozogo, le département du Mayo-Tsanaga et la région de l'Extrême-Nord. 

## Géographie
Djibrili se situe dans les monts Mandara, à la frontière avec le Nigeria, à une dizaine de kilomètres au sud-ouest de Achigachia.
En 1966-1967 le village comptait 839 habitants, Guelabda, Mafa ou Gamergou. À cette date on y trouvait un marché de coton et un marché hebdomadaire le vendredi.
Lors du recensement de 2005 (3e RGPH), 3 826 personnes y ont été dénombrées.